# Arachnophilia
Arachnophilia (englisch für „Spinnenliebe“) ist ein konfigurierbarer HTML-Editor, der durch viele vorgefertigte Makros zum Schreiben von HTML-Quelltext verwendet werden kann. Er bietet viele Hilfsfunktionen („Wizards“), um HTML-Lösungen schneller zu verwirklichen. Der Editor kann auch für andere Programmiersprachen wie Java, JavaScript, Perl, C, C++ etc. eingesetzt werden und bietet Syntax Highlighting.
Das Besondere an diesem Editor ist, dass fast alle Arachnophilia-Menüs und Werkzeugleistenelemente intern durch ein „Makro“ dargestellt werden und diese individuell erweitert, verändert oder gelöscht werden können. Für das englischsprachige Programm ist auch ein deutsches Sprachpaket verfügbar.

## Geschichte
Ab Version 5 ist Arachnophilia ein plattformunabhängiges Java-Programm. Davor war es für Windowssysteme geschrieben. Der Autor Paul Lutus war mit der Produktaktivierung von Windows XP nicht einverstanden, so dass er den Editor in Java neu programmierte und am 3. November 2002 veröffentlichte. Seitdem läuft die Software auch unter Linux oder macOS.

## Funktionalität
Arachnophilia weist unter anderem folgende Funktionalitäten auf:
- Makroeditor zum Erstellen selbstdefinierter Funktionen und zum Speichern häufig verwendeter Aktionen
- globales Suchen und Ersetzen
- Browser-Vorschau in sechs Varianten möglich
- integrierter FTP-Client
- Import von RTF-Dokumenten
- Drag-and-Drop-Unterstützung
- Überwachung von Dateiveränderungen
- unterstützt ab Version 5.4 Build 2235 die Zeichenkodierung UTF-8